# Actinopus liodon
Actinopus liodon är en spindelart som först beskrevs av Anton Ausserer 1875.  Actinopus liodon ingår i släktet Actinopus och familjen Actinopodidae.
Artens utbredningsområde är Uruguay. Inga underarter finns listade i Catalogue of Life.